# Diadema antillarum
A Diadema antillarum a tengerisünök (Echinoidea) osztályának Diadematoida rendjébe, ezen belül a Diadematidae családjába tartozó faj.

## Előfordulása
A Diadema antillarum előfordulási területe az Atlanti-óceán nyugati felén, Kuba partvidékén, valamint más Karib-szigetek környékén van.

## Alfajai
- Diadema antillarum antillarum Philippi, 1845
- Diadema antillarum ascensionis Mortensen, 1909

## Megjelenése
Az élő állat teste fekete színű. A végbélnyílása körül kékes-sárgás gyűrű látható. A felnőtt példány átmérője elérheti az 500 milliméteres hosszúságot is.

## Életmódja
Tengeri élőlény, amely partmenti tengerfenéken és a kontinentális selfeken található meg. A Biggaria echinometris, Metanophrys elongata, Parametopus circumlabens és Trimyema echinometrae nevű Chromisták a belső élősködői, míg az Onychocheres alatus evezőlábú rákfaj a külső élősködője.

## Képek

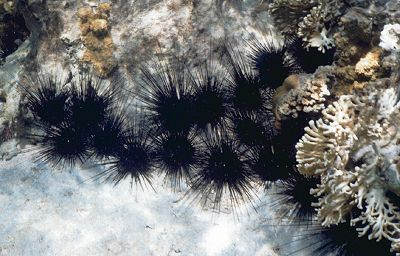
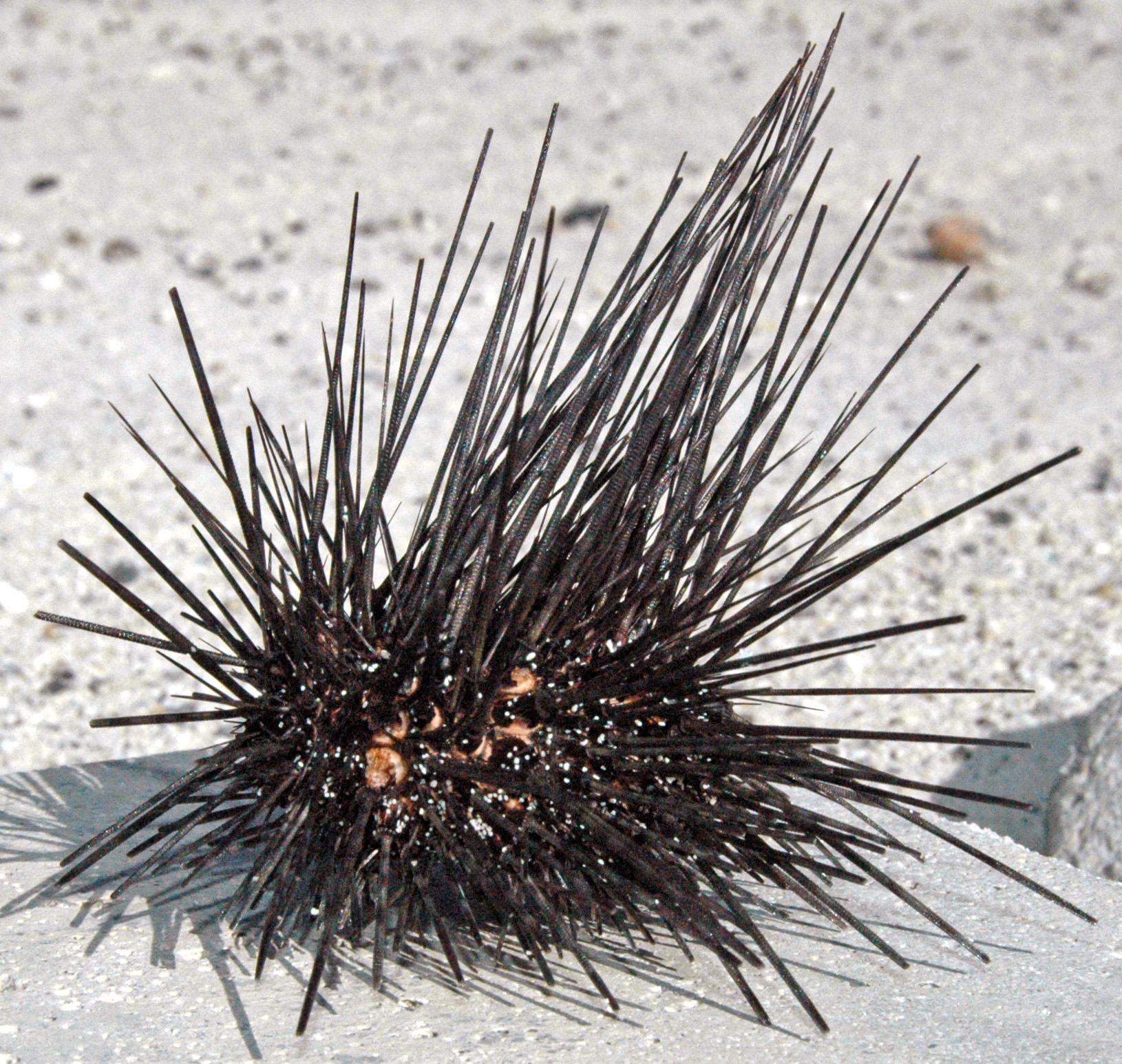
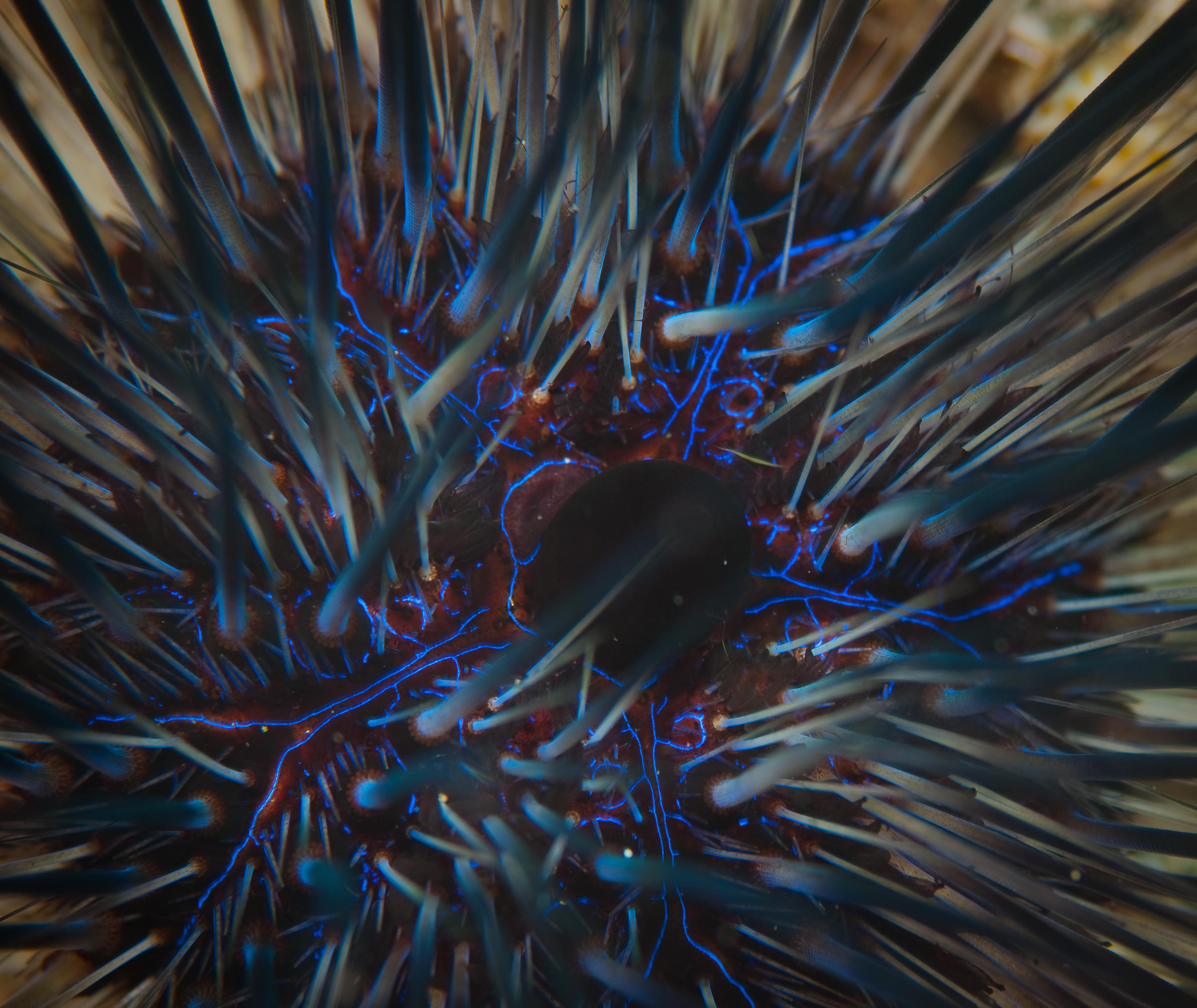
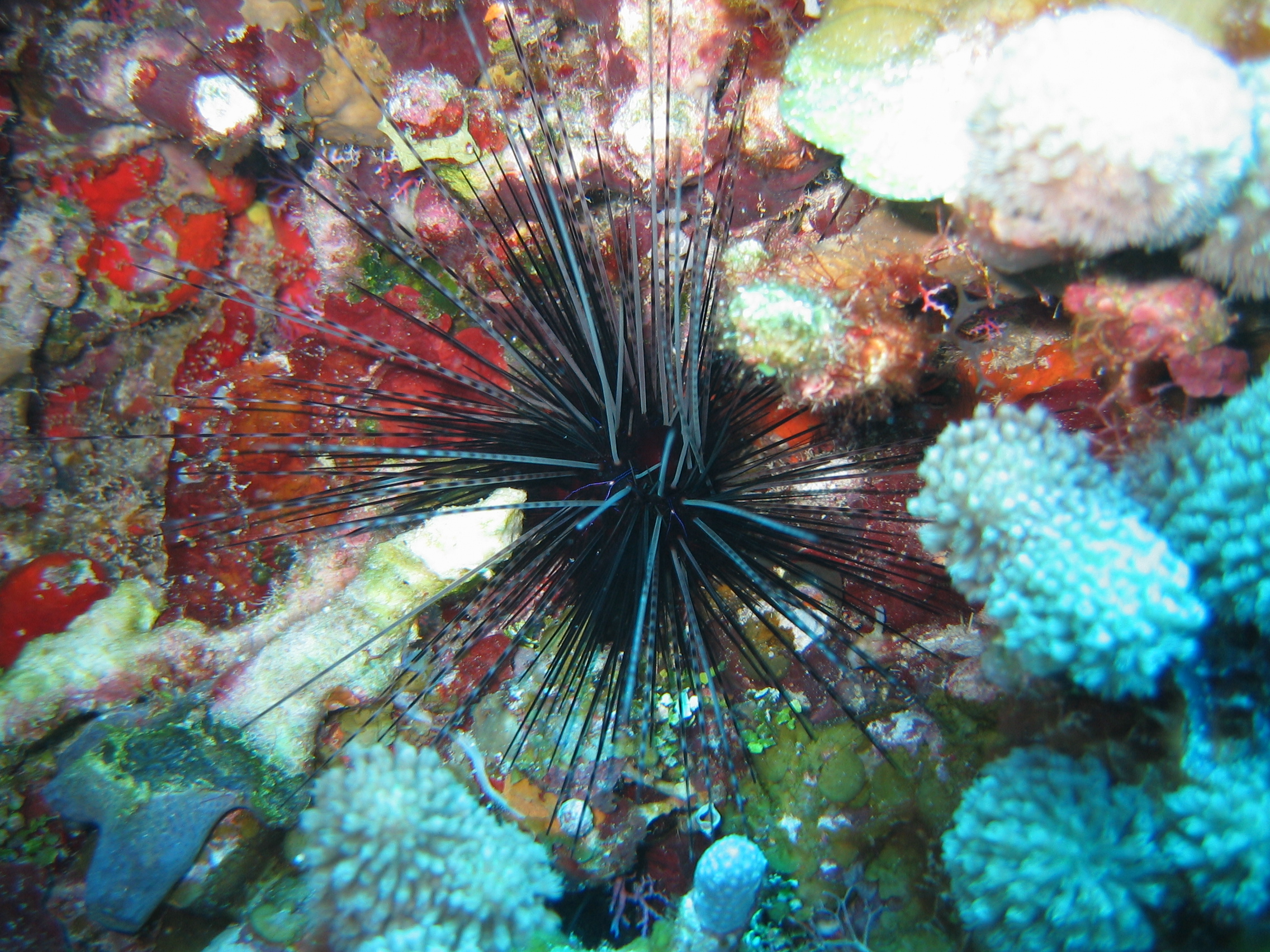
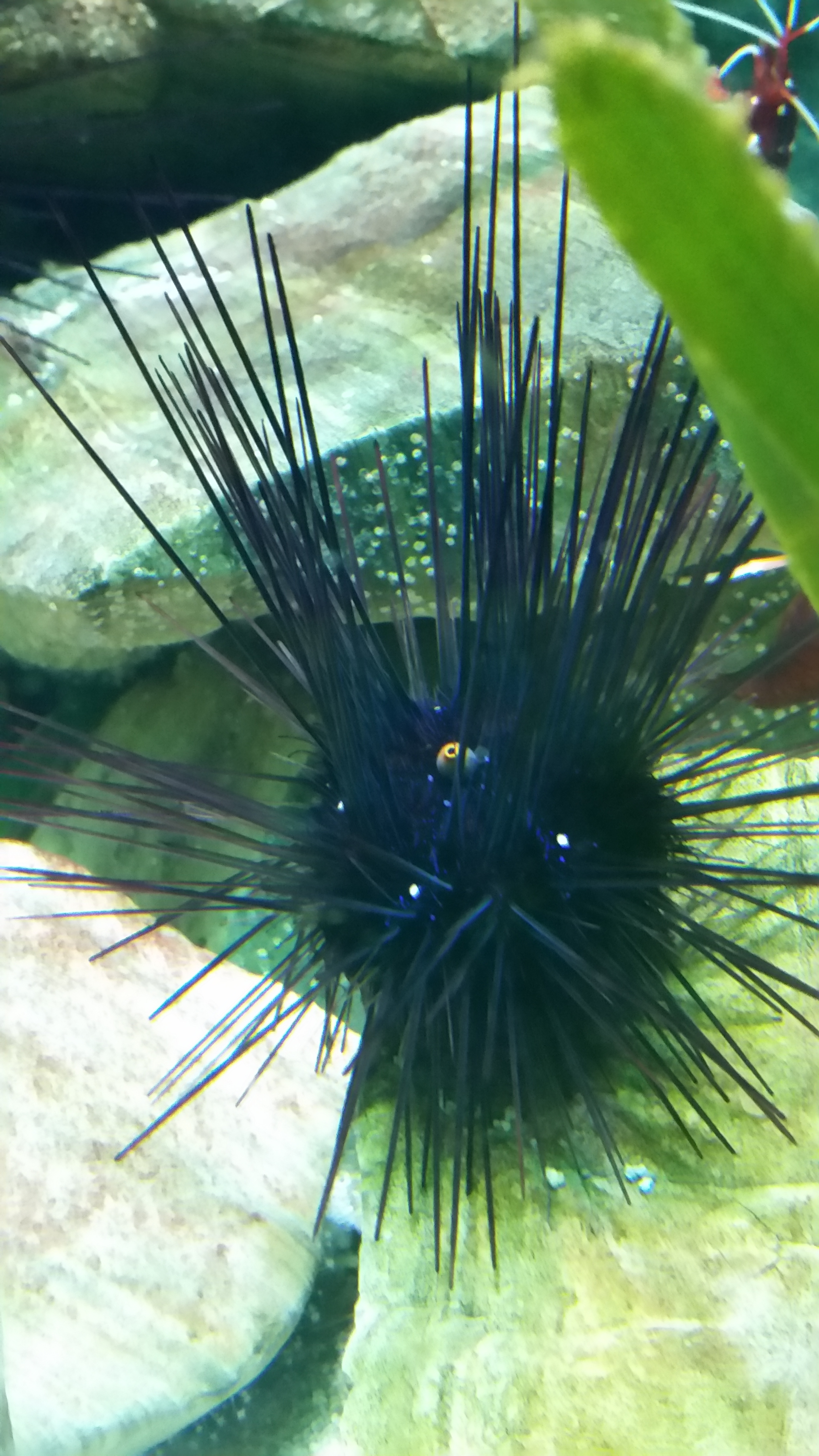